# Гирка, Владимир Александрович
Владимир Александрович Гирка (укр. Володимир Олександрович Гірка; 8 сентября 1957, Харьков — 2015, Харьков) — украинский физик, специалист по физике плазмы и плазменной электронике, профессор физико-технического факультета Харьковского национального университета (с 2006).

## Биография
Родился 8 сентября 1957 года в Харькове УССР. Его родители, Галина Алексеевна Гирка (Нечугуенко) (1933—1986) и Александр Алексеевич Гирка (1932—1978) родились в селе Губаревка Богодуховского района Харьковской области. Они жили в Пятихатках, на границе Харькова, и работали в расположенном там Харьковском физико-техническом институте. Через 5 лет после Владимира родился его брат Игорь, который тоже стал известным физиком.
В 1974 году Владимир окончил среднюю школу № 62 города Харькова. В 1980 году он окончил физико-технический факультет Харьковского университета по специальности «экспериментальная ядерная физика».
Окончил заочную аспирантуру и в 1984 году защитил диссертацию кандидата физико-математических наук по специальности «Физика и химия плазмы».
Работал в научно-исследовательской части университета в должности младшего научного сотрудника, а затем — научного сотрудника. Первые научные статьи его младшего брата Игоря были написаны в соавторстве с Владимиром и, в некоторой степени, под его научным руководством. Научное сотрудничество двух братьев продолжалась всю жизнь Владимира.
В 1989 году Владимир Гирка начал преподавать на кафедре общей и прикладной физики (сейчас кафедра прикладной физики и физики плазмы) физико-технического факультета. Также преподавал на физико-энергетическом факультете, факультете компьютерных наук и на подготовительном отделении университета.
В 1998 году Владимир Гирка получил учёное звание «старший научный сотрудник». В 2003 году он защитил диссертацию «Поверхностные азимутальные и циклотронные волны в магнитоактивных плазменных структурах» и получил степень доктора физико-математических наук. В 2006 году ему присвоено учёное звание профессора.

## Публикации

### Учебники
- Теорія коливань та хвиль / М. О. Азарєнков, В. О. Гірка, В. І. Лапшин, В. І. Муратов — Харків, 2005. — 154 с. — ISBN 966-623-316-9
- Лекції з курсу фізики «Механіка та молекулярна фізика» для студентів природничих факультетів / В. О. Гірка, І. О. Гірка. — Харків: ХНУ ім. В. Н. Каразіна, 2010. — 296 с.
- Surface Flute Waves in Plasmas. Theory and Applications / V. Girka, I. Girka, M. Thumm. — Springer, 2014. — 163 p.

### Монографии
- Теорія азимутальних поверхневих хвиль / В. О. Гірка, І. О. Гірка. — Харків: ХНУ ім. В. Н. Каразіна, 2011. — 234 с.

### Статьи
Владимир Гирка является соавтором более ста тридцати научных работ, почти половина из них — в журналах с импакт-фактором.
- Electron surface cyclotron waves іn the metallіc waveguіde structures wіth two-component fіllіng Архивная копия от 3 августа 2016 на Wayback Machine / V. O. Girka, I. O. Girka, A. M. Kondratenko, І. V. Pavlenko // Contributions to Plasma Physics. — 1996. — Vol. 36, Num. 6. — Р. 679—686.
- HF surface cyclotron waves іn planar waveguіdes wіth non-unіform plasma fіllіng Архивная копия от 13 августа 2016 на Wayback Machine / V. O. Girka, I. O. Girka, І. V. Pavlenko // Journal of Plasma Physics. — 1997. — Vol. 58, part 1. — Р.31-39.
- Electrodynamіc model of the gas discharge sustained by azіmuthal surface waves Архивная копия от 3 августа 2016 на Wayback Machine / V. O. Girka, I. O. Girka, І. V. Pavlenko // Contributions to Plasma Physics. — 2001. — Vol. 41, Num. 4. — P. 393—406.
- Asymmetric long-wavelength surface modes in magnetized plasma waveguides entirely filled with plasma Архивная копия от 2 июня 2018 на Wayback Machine / V. O. Girka, I. O. Girka // Plasma Physics Reports. — 2002. — Vol. 28, Num. 11. — Р. 916—924.
- Theory of azimuthal surface waves propagating in nonuniform waveguides Архивная копия от 13 августа 2016 на Wayback Machine / V. O. Girka, I. O. Girka, A. V. Girka, I. V. Pavlenko // Journal of Plasma Physics. — 2011. — Vol. 77, part 4. — Р. 493—519.
- Coupled azimuthal modes propagating in current-carrying plasma waveguides Архивная копия от 13 августа 2016 на Wayback Machine / V. O. Girka, I. O. Girka, I. V. Pavlenko, O. I. Girka, A. V. Girka // Journal of Plasma Physics. — 2012. — Vol. 78, part 2. — 123.

## Награды
- Победитель областного конкурса «Высшая школа Харьковщины — лучшие имена» (2011)[2]